# Yoann Bagot
Pour les articles homonymes, voir Bagot.
Yoann Bagot, né le 6 septembre 1987 à Salon-de-Provence, est un coureur cycliste français, professionnel entre 2011 et 2019.

## Biographie
Yoann Bagot est le fils de Jean-Claude Bagot, coureur professionnel de 1983 à 1994.
Yoann Bagot commence le cyclisme en mars 2005, à 17 ans, après avoir pratiqué l'athlétisme pendant huit ans. Après l'obtention d'un Bac Scientifique et d'un DUT de biologie, il se consacre pleinement au cyclisme à compter de 2008. Il est d'abord stagiaire de l'équipe ProTour française Crédit agricole en 2007.
Il est recruté par l'équipe continentale professionnelle Cofidis pour 2011. Avec cette équipe, Bagot dispute son premier grand tour lors du Tour d'Espagne 2011 qu'il termine à la 116e place. L'année suivante, à nouveau présent sur la Vuelta, il chute durant la septième étape. Victime d'une fracture à un coude, il termine l'étape en dernière position mais ne repart pas le lendemain. En 2013, il abandonne également sur le Tour de France, lors de la 3e étape, en raison de problèmes digestifs.
En juillet 2015, le contrat de Bagot avec l'équipe Cofidis est prolongé jusqu'à fin d'année 2017. En fin de saison, il se classe quatrième du Tour du Gévaudan Languedoc-Roussillon derrière Thibaut Pinot, Thomas Voeckler et son coéquipier Stéphane Rossetto.
Il participe une nouvelle fois au Tour d'Espagne en 2016 mais doit abandonner au cours de la 9e étape. Fatigué, il met un terme à sa saison quelques semaines plus tard.
Au mois d'août 2017, il s'engage avec la nouvelle équipe continentale professionnelle Vital Concept créée par Jérôme Pineau. Il arrête sa carrière à l'issue de la saison 2019 et reprend des études en master à l'emlyon business school,,.

## Autres activités
Fin 2017, il fonde l'application Bike'N Connect. Elle permet de retrouver des cyclistes et des événements liés au vélo grâce à la géolocalisation.

## Palmarès

### Palmarès amateur
| - 2007 - 1re étape du Loire-Atlantique Espoirs - 2e du Loire-Atlantique Espoirs - 2008 - Champion de Provence espoirs - Grand Prix d'Ancelle - 2009 - Bordeaux-Saintes - Grand Prix de Soultz-Sous-Forêts - 2e de Grand Prix Mathias Piston | - 2010 - Boucles de la Soule - Paris-Mantes-en-Yvelines - 3e du Circuit de l'Adour - 3e du Grand Prix Souvenir Jean-Masse |  |

### Palmarès professionnel
- 2013
  - 6e étape du Tour de Turquie[n 1]
  - Tour du Gévaudan Languedoc-Roussillon :
    - Classement général
    - 1re étape

  - 2e du Tour de Turquie[n 2]

## Résultats sur les grands tours

### Tour de France
1 participation
- 2013 : abandon (3e étape)

### Tour d'Espagne
6 participations
- 2011 : 116e
- 2012 : non-partant (8e étape)
- 2013 : 21e
- 2014 : 119e
- 2015 : 98e
- 2016 : abandon (9e étape)

## Classements mondiaux
| Année           | 2009   | 2010 | 2011 | 2012 | 2013 | 2014 | 2015 | 2016 | 2017 |
| --------------- | ------ | ---- | ---- | ---- | ---- | ---- | ---- | ---- | ---- |
| UCI Europe Tour | 1 201e | 294e | nc   | 753e | 104e | 446e | 284e | 572e | 765e |